# Цингер, Николай Яковлевич
Никола́й Я́ковлевич Ци́нгер (1842—1918) — русский астроном, геодезист и картограф, профессор, член-корреспондент Императорской Санкт-Петербургской Академии Наук (1900), один из руководителей Русского географического общества; генерал-лейтенант. Член Санкт-Петербургского математического общества. Основатель российской геодезической школы.
Н. Я. Цингер — младший брат Василия Яковлевича Цингера (1836—1907), математика, ботаника, профессора Московского университета, президента Московского математического общества.

## Краткая биография
Воспитывался в 1-м Московском Кадетском корпусе. Службу начал 16 июня 1860 года в 1-м Гренадерском стрелковом батальоне. Окончил в 1863 году Артиллерийскую академию, в 1870 — Академию Генерального штаба. Поручик (1864), штабс-капитан (1867), капитан (1868).
В 1863—1866 гг. — репетитор математики в 1-м Московском Кадетском корпусе. С 31 октября 1863 года служил в лейб-гвардии 2-й артиллерийской бригаде, а через год, до 1866 года проходил службу в облегчённой артиллерийской бригаде, где с 1865 г. был бригадным адъютантом штаба 7-й конно-артиллерийской бригады.
С 17 октября 1866 г. по 1870 г. находился в Геодезическом отделении Николаевской академии Генерального штаба и в Пулковской обсерватории. Во время прохождения практики в Пулково провёл исследование «О личных ошибках в астрономических наблюдениях».
28 ноября 1870 г. переведён в Корпус военных топографов, в разряд геодезистов. С 1870 по 1872 гг. находился при Военно-топографическом отделе Главного управления Генерального Штаба, где был командирован на нивелировку и съёмку Балтийской железной дороги.
С 16 апреля 1872 года — подполковник. В 1872—1883 годах работал адъюнкт—астрономом в Пулковской обсерватории. С 11 декабря 1874 года — профессор астрономии и высшей геодезии Николаевской академии Генерального штаба; с 28 октября 1888 года — заслуженный профессор, а с 7 августа 1890 года — ординарный заслуженный профессор высшей геодезии и практической астрономии. В этот период Н. Я. Цингер разработал способ определения времени по высотам звёзд (Записки Академии наук. — СПб., 1874). В 1875 г. принимал участие определении разности долгот Варшавы и Пулково; выполнял исследования в области гравиметрии: «Наблюдения над качаниями поворотных маятников русского академического прибора» (Записки Академии наук. — СПб., 1877), «Наблюдения силы тяжести на океанах и значение их в вопросе о фигуре Земли» (Известия РАО. — 1909), «О новом способе градусных измерений и наблюдений силы тяжести на основании гипотезы изостатического строения земной коры» (Известия РАО. — СПб., 1911); выполнил интересные исследования по математической картографии — «Об изображении эллипсоидальной земной поверхности на шаре с сохранением площадей или же подобия бесконечно малых фигур» (Известия Академии наук. — СПб., 1913) и другие.
В 1875 году получил чин полковника; 30 августа 1885 года произведён в генерал-майоры, а 14 мая 1896 года получил чин генерал-лейтенанта.
15 октября 1883 г. отчислен от Корпуса военных топографов и переведён в Николаевскую академию генерального Штаба, где состоял до 1905 года. Одновременно с 1884 г. — профессор Морской Николаевской академии, а с 1899 — доктор астрономии Казанского университета.
С 1905 года и до 1917 года — один из руководителей Русского географического общества (председатель Отделения математической географии). Внёс своими трудами существенный вклад в развитие высшей и низшей геодезии, практической и теоретической астрономии, картографии и теории ошибок. Значительный интерес представляют его исследования целесообразности использования на точных нивелировках нивелир — теодолитов, изучение рефракции в приземном слое воздуха. Подготовил и издал ряд учебников: в 1898 г. «Курс высшей геодезии», в 1899 г. «Курс астрономии, часть теоретическая»(переиздан в 1922 г.), и в 1915 г. «Курс астрономии, часть практическая»(переиздан в 1924 г.).
С 1900 г. — член-корреспондент Петербургской Академии наук. Уволен с военной службы 24 апреля 1905 года.
В 1874 году предложил способ определения поправки часов из наблюдений двух звёзд на равных высотах, который получил название «метод Цингера» (или «метод пар Цингера»). Поскольку этот способ отличается простотой наблюдений и высокой точностью, он получил широкое распространение; в 1884 году он был отмечен золотой медалью имени Ф. П. Литке. С 1926 года Астрономический институт в Ленинграде издавал «Эфемериды пар Цингера» для практического применения этого метода.
Цингер изучал различные виды личных ошибок при проведении астрономических наблюдений. Вёл большую педагогическую деятельность, много сделал для распространения в России геодезических и астрономических знаний. Председатель Русского астрономического общества в 1914—1915 годах. Опубликовал более 30 научных работ.
Именем Цингера назван хребет на Шпицбергене и мыс на острове Большевик в архипелаге Северная Земля, а также кратер на Луне.
В конце жизни жил в Петербурге: Торговая улица, д. 3.
Похоронен на Волковском кладбище.

## Научные труды
- «Об определении времени по соответствующим высотам различных звезд» (1874)
- «Курс высшей геодезии» (1898)
- «Курс астрономии. (Часть теоретическая)» (недоступная ссылка) (1922)
- «Курс астрономии. (Часть практическая)» (1915)

## Награды
Награждён орденами Св. Анны 3-й ст. (1872) и 1-й ст. (1902), Св. Станислава 2-й ст. (1878) и 1-й ст. (1891), Св. Владимира 4-й ст. (1880) и 3-й ст. (1888; за выслугу 25 лет на педагогических должностях), а также знаком отличия за беспорочную 40-летнюю службу (1903).